# Arena Football: Road to Glory
Arena Football: Road to Glory é um jogo eletrônico de futebol americano de arena desenvolvido pela EA Tiburon e Budcat Creations lançado em 21 de fevereiro de 2007 para a plataforma PlayStation 2. O jogo conta com equipes oficiais da temporada de 2007 da Arena Football League e conta com Bob McMillen na capa.